# La Mariposa
La Mariposa es una serie de televisión colombiana producida por Fox Telecolombia para RCN Televisión y Mundo Fox en 2012 La historia es original de Gerardo Reyes. Esta protagonizada por María Adelaida Puerta, Michel Brown y Ana Wills
Su audiencia promedio fue de 31,9 de índice de audiencia hogares y 12,8 en personas con 35,4 de share.

## Sinopsis
Alicia Benítez, conocida como ‘La Mariposa’, es una mujer encargada del negocio de lavado de dinero producto del narcotráfico, que funciona entre Estados Unidos y Colombia. Manuel Martínez (Michel Brown) es un agente de la D4, uno de los principales departamentos de USA que lucha contra el crimen, quien trabaja en una operación encubierta para atraparla. En la búsqueda por perseguir sus objetivos, sus vidas se encuentran y surgen sentimientos de amor inesperados, llenos de obstáculos y dificultades al encontrarse en las orillas opuestas.
Martínez diseña un plan que implica que él mismo se infiltre en la organización de lavado para atrapar a ‘La Mariposa’. Durante esta operación, Alicia se interesa en conocer más a Amaury –nombre con el que conoce al agente Martínez-, pues le inquietan sus ‘contactos’ y el tipo de negocio que maneja. Él, quien en su papel preside un fondo de inversiones, se las arregla para verse involucrado en la labor de Alicia y, no sólo se va ganando su confianza, sino también su afecto. 
Ella, seducida por los encantos de Martínez, empieza a contemplar la posibilidad de enamorarse de él, pues su matrimonio es un fracaso, y ella no quiere negarse al amor. Por su parte, el agente empezará a enamorarse de ella al descubrir a la mujer detrás de ‘La Mariposa’ y al entender por qué optó por el delito como opción de vida. 
Alicia y Martínez se enamoran, y este peligroso romance pondrá en riesgo la más sofisticada y arriesgada operación encubierta de la historia de Estados Unidos para atrapar a grandes narcotraficantes.

## Personajes
- Alicia Benítez “La Mariposa”, 32 años (María Adelaida Puerta)Protagonista Antagónica: Nació en un hogar estable de clase alta. La temprana muerte de su padre cuando ella tenía apenas 9 años la convirtió en la única heredera de una pequeña fortuna. Fue Richard, su actual esposo, quien la convenció de incrementar su modesto patrimonio familiar. Movida por la ambición, terminó involucrándose en el negocio del lavado de activos. Al principio, ella y Richard sólo se encargaban de traer los dólares desde los Estados Unidos, pero el genio financiero de Alicia y su capacidad para blanquear esos dineros la llevaron a ser reclutada por Humberto Ledezma, el capo de una de las redes de lavado más importantes de este lado del mundo. Tiene una hija llamada Lucía, por quien haría cualquier cosa, menos abandonar el mundo delictivo o al menos hasta que las circunstancias la obliguen a ello. Su vida cambiará al conocer a Amaury Martínez, de quien se enamorará y por quien terminará enfrentando su matrimonio y a las autoridades estadounidenses, pues él resultará ser un agente encubierto de la D4.[6]

- Manuel (Amaury) Martínez, 35 años (Michel Brown): Hijo de inmigrantes ilegales quienes entraron a Estados Unidos desde México por “el Hueco”. Educado como “americano” decide servirle a su país y se enrola en el ejército, dejando a su amada novia Emily con quien iba a casarse. Lucha por su país en las guerras de Irán y Afganistán y regresa del campo de batalla para cumplirle la promesa a su novia de casarse. Al año de esa unión nace su hija Sara. Llamado por su amigo y mentor, Jonathan Price, entra a formar parte de la DE4, donde rápidamente se convierte en uno de los más destacados agentes y el mejor en operaciones encubiertas. La muerte de Emily y Sara a manos de un asaltante cambia su vida para siempre. Renuncia a la D4 y se encierra a vivir su dolor en la oscuridad de un desordenado apartamento. Price vuelve a traerlo a la DE4 con la promesa de una de las operaciones más grandes de todos los tiempos. Cuando conoce a “La Mariposa” su vida da un vuelco. Terminará enfrentado entre el amor a una mujer y el deber hacia su país.[7]

- Cinthya Laurens 30 años (Ana Wills): Hija de un diplomático americano de comisión en Colombia que se casó con una elegante niña de la clase alta colombiana. Nacida en los Estados Unidos y criada entre ambos países habla a la perfección ambos idiomas. Luego de graduarse en la universidad en Finanzas y Relaciones Internacionales, entró a formar parte del servicio diplomático, al igual que su padre. Años más tarde, Martin Fletcher la reclutó para que se fuera a trabajar con él en la DE4 en el recién creado departamento de Delitos Financieros; allí conoció al agente Manuel Martínez con quien sostuvo una breve pero intenso romance que no prosperó pues el recuerdo de su esposa y de su hija muertas no permitía que el agente abriera su corazón completamente. Años más tarde volverán a encontrarse, esta vez para trabajar juntos en una importante operación antilavado en la que ella hará lo posible para que Alicia acabe en la cárcel, pero siempre tratando de mantener a salvo a Martínez.[8]

- Richard Leguízamo, 35 años (Lincoln Palomeque): El esposo de “La Mariposa”. Un hombre inútil y que vive la buena vida. Tan pronto supo que Alicia tenía la capacidad innata de conseguir dinero, le propuso matrimonio y rápidamente buscó que quedara embarazada, para luego dedicarse a la buena vida y las mujeres. Siempre preocupado por el dinero, Richard hará cualquier cosa, para que su esposa no deje de trabajar y generar ingresos, y cuando las cosas se pongan peligrosas para él y sus proyectos, será capaz de traicionar a sus mejores amigos e incluso a poner en riesgo la vida de Alicia.[9]

- Humberto Ledesma, 50 años (Rafael Lahera): Es el contacto del mundo de los narcotraficantes con la sociedad; un criminal de cuello blanco. Es uno de los hombres más poderosos de Colombia y uno de los peces gordos que quiere capturar la DE4. Cuando conoció a Alicia, no sólo se maravilló de sus capacidades, sino que encontró en ella la hija que nunca tuvo. Sin embargo, a pesar de esto, y de ser una de sus mejores empleadas, no dudaría un segundo en sacrificarla en caso de que algo llegara a salir mal.[10]

- Rogelio Ovalle, 30 años (Carlos Serrato): Rogelio Ovalle es un hombre que empezó su vida delictiva junto a varios personajes de la mafia en Colombia, finalmente terminó en los ambientes bajos de Miami encargado de recorrer las diferentes “ollas” cobrando el producto de las ventas de la droga, y trabajando de la mano de Alicia Benítez. Raquel, una prostituta quien realmente es una infiltrada de la DE4, es su debilidad.[11]

- Antonio Sandoval (Ernesto Benjumea): Sandoval es el jefe de varios narcotraficantes colombianos, que con la caída de los grandes capos, y en aras de no cometer los mismos errores que sus antecesores han manejado un bajo perfil. Tiene contratados a Ledesma y Alicia para que bajen y laven el dinero producto del narcotráfico. Al empezar a investigar la D4, Antonio empezará a quedarse solo y acorralado, pero esto antes de atemorizarlo, lo convertirá en un enemigo poderoso para las fuerzas de la D4, encabezadas por Manuel Martínez.[12]

- Francisco Altagracia, 35 años (Tommy Vásquez): Es un capitán de la policía colombiana incorruptible, y apegado y su novia Azucena a las normas. Lo único que busca a nivel profesional es atrapar a los criminales para que paguen por sus actos en contra de la sociedad. La vida de Altagracia se verá alterada la D4 le proponga trabajo. Por un lado se verá metido en problemas con los mafiosos, que repercutirán sobre su vida y la de Simón, su sobrino. De otro lado llegará a ser suspendido, debido a las movidas que hace Martínez. Pero no todo serán problemas para Altagracia, con la llegada de los agentes norteamericanos, conocerá a Laurens de la cual se enamorará perdidamente, aunque difícilmente será correspondido.[13]

- Bill Smith, 35 años (Salvador Zerboni): Agente de la D4, de padres inmigrantes, ha servido al gobierno primero en la milicia, y luego en agencias de seguridad. Hombre seco, fuerte, apegado a las reglas, lo que lo llevará a entrar en conflictos fuertes con Martínez. Todo cambiará cuando conozca a Lina, una prostituta de la que se terminará enamorado. Pero parte de la vida de Lina se desarrolla en el universo de los mafiosos, conocida por Sandoval y su gente, terminará enredada con el agente de la D4 y uno de los socios de Sandoval. Smith se verá abocado varias veces a elegir entre el deber y el amor.[14]

- Arias (Luis Fernando Salas): Piloto de avión y mejor amigo de Richard. Nunca se ha casado pues no quiere amarrarse a ninguna mujer. Hombre ambicioso que siempre ha buscado tener dinero, por esto abandonó la carrera de piloto comercial y entró a la organización criminal de lavado de dinero junto a Richard. Su pericia como piloto, su conocimiento y contactos sobre las rutas que no se encuentran vigiladas lo hicieron valioso para Humberto Ledesma.[15]

- Hassan Hassim (Ricardo Vesga): Traficante de armas, hombre sin escrúpulos, lo que le ha permitido ascender rápidamente en el negocio, pues se ha dedicado a eliminar a sus enemigos de manera sistemática.

Contrata a Ledesma para que le mueva dinero producto de las ventas ilícitas. Lleva los negocios en la sangre y siempre está buscando una manera de hacerlos más productivos. Su ley es la única que vale, y sin remordimientos no le importa cuántos caigan producto de su negocio, pues cree que si no estuviera manejándolo él, otro lo haría.
- Detective (Gareth Davies): Sale en el final.

## Elenco
- María Adelaida Puerta:[17] Alicia Benítez “La Mariposa”, 32 años
- Michel Brown:[18] Manuel (Amaury) Martínez, 35 años
- Ana Wills:[19] Cinthya Laurens, 30 años
- Lincoln Palomeque:[20] Richard Leguízamo, 35 años
- Rafael Lahera:[21] Humberto Ledesma, 50 años
- Carlos Serrato:[22] Rogelio Ovalle, 30 años
- Salvador Zerboni:[23] Bill Smith, 35 años
- Tommy Vásquez:[24] Francisco Altagracia, 35 años
- Jimmy Bernal: Jonathan Price
- Caterin Escobar: Azucena Altagracia, 28 años
- Ilja Rosendahl: Jeff Hall
- Laura Ferretti: Raquel Menendez
- Cristina Figarola: Agente Miller
- Stefanía Gómez: Roxana
- Alex Franco: Simón Zabogal
- Cesar Mora: Narcotraficante
- Giorgio Difeo: Embajador
- Ernesto Benjumea: Antonio Sandoval
- Luis Fernando Salas: Arias
- Gloria Zapata: Mercedes "Mama de Alicia"
- Mario Ruiz: Colmenares
- Ricardo Vesga: Hassan Hassim
- Juan David Restrepo: Pérez
- Alejandro Calva: General Vásquez
- Luis Fernando Bohórquez: Senador Monsalve[25]
- Erika Glasser: Lina
- Marion Zapico: Adela
- María Teresa Carrasco Rey:  Teresa
- Andrea Guzmán: Guerrillera
- Rafael Uribe Ochoa: Mario, Guerrillero
- Alexander Páez
- Sanela Ahmetbasic - Lorena Mendoza
- Gareth Davies: Detective

## Primera emisión
La Mariposa es estrenada en Chile, convirtiéndose en la primera teleserie colombiana que se lanza en el extranjero antes que en aquel país.
Es así como el lunes 8 de agosto de 2011 a las 8:30 p. m., debutó en Mega con 14,2 puntos de índice de audiencia. Con esa cifra ocupó el segundo lugar de su franja, detrás de Vampiras de Chilevisión que midió dos décimas más (14,4) y delante de Témpano de TVN que promedió 13,7 puntos.
| Predecesor: 3 Milagros | RCN Televisión 20 de septiembre de 2011 - 19 de enero de 2012 | Sucesor: ¿Dónde Está Elisa? |